# Monroeville, Alabama
Monroeville är en stad (city) i Monroe County, i delstaten Alabama, USA. Enligt United States Census Bureau har staden en folkmängd på 6 433 invånare (2011) och en landarea på 34,6 km². Monroeville är administrativ huvudort (county seat) i Monroe County.